# 전시비축물자
전시비축물자(War reserve stock)는 전쟁을 대비하기 위해 비축하는 물품을 말한다.

## 미국
미국 국방부는 주로 NATO 국가와 일부 주요 비 NATO 동맹국을 중심으로 전 세계적으로 전쟁 예비 비축량을 유지하고 있다. 미국 제31군수비행대는 유럽에 주둔하는 미국 공군을 위한 최대 규모의 전쟁 예비군 탄약 비축량을 유지하고 분배하는 임무를 맡고 있다.
강도가 높고 지속 시간이 긴 분쟁은 대부분 분쟁이 진행되는 동안 생산되는 공급에 의존해야 할 수 있다. 1차 세계대전과 2차 세계대전에서 실제로 경험했다. 그러나 교전국이 분쟁 발발을 위해 이미 충분히 비축한 더 짧은 기간의 소규모 전쟁은 기존 비축량에 의존할 수 있다. 특히 1983년 미국의 그레나다 침공(1983)이나 1989년 미국의 파나마 침공은 기존 자원에 거의 전적으로 의존할 정도로 규모가 작았다.